# 恋に寒さを忘れ
『恋に寒さを忘れ』（こいにさむさをわすれ、英: I've Got My Love to Keep Me Warm）は、高橋洋子とジ・ヱンゼル・シスターズのミニ・アルバム。2015年11月20日にモガレコードから発売された。

## 概要

### アルバム解説
- 「高橋洋子とジ・エンゼルシスターズ」とは、高橋洋子の1人聖歌隊であり、高橋がマルチ録音を行っている[1]。「ジ・エンゼル・シスターズ」の由来は、アンドリュース・シスターズから来ており、プロデューサーの山崎和美の提案である[1]。
- 高橋洋子が初めてリリースしたレコードである。レコードでリリースした経緯は、高橋が自身のレコードをリリースしたいという思いから来ている[1]。また、クリスマスアルバムになった経緯も、高橋自身がクリスマスアルバムをリリースしたいという思いから来ている[1]。ダウンロード盤は、通常版とハイレゾ版の2種類がリリースされた[2]。CDでのリリースの予定は無い[2]。
- 楽曲のレコーディングは3日間で行われ、1日目にリハーサルと音合わせ、2日目にバンドの録音と仮歌、3日目に歌録りを行った[1]。3日目の歌録りでは、7時間半で19トラックを録音した[1]。
- ミュージシャンはジャネット・クラインのバックバンドである「パーラーボーイズ」が担当しており[3]、楽曲のアレンジも担当している[1]。楽曲は1950年代を意識したアレンジになっている[3]。
- 高橋の希望により、レコードのサイズは10インチとなった[1]。
- ジャケットのデザインは、まつむらあさみが担当した[4]。ジャケットの絵には3人の女性が描かれており、左の女性が「ゆうこ」、真ん中の女性が「ようこ」、右の女性が「やえこ」という名前がついている[5]。「ようこ」は高橋洋子本人がモデルである[5]。

### 楽曲解説
- 3曲目「Jingle Bells with John and Yoko」は、ジョン・レイノルズとのデュエット曲となっており[1]、ユニット名は「ジョンとヨーコ」である[1]。
- 5曲目「Have Yourself A Merry Little Christmas」は、2日目に録音した仮歌である[1]。
- 6曲目「The Little Drummer Boy/Peace On Earth」は、このアルバムの収録曲の中で高橋が一番気に入っている楽曲である[1]。
- 7曲目「Jin Jin Jingle Bells」は、ダウンロード版限定の楽曲となっており、単体での販売はされていない[6]。3曲目のアレンジバージョンである。

## 批評
- ミッキー・カーチスは、「お洒落で楽しいアルバムだね!、コンセプトも最高!」と評した[6]。
- 田辺靖雄と九重佑三子は、「古き良き時代のジャズに挑戦する事、歌い繋ぐ事はとても喜ばしい事です。」と評した[6]。
- 音楽評論家の鈴木カツは、「ラジオが似合うクリスマスを歌った新スタンダード盤が誕生！ノスタルジックだけでは終わらないドリーミーなコーラスが心に染み込んでくる傑作。」と評した[6]。

## 収録曲

### 10inch盤
| 全編曲: Randy Woltz。 |                                                         | |                                                                                                 |       |
| #                     | タイトル                                                | 作詞 | 作曲                                                                                            | 時間  |
| A1.                   | 「I've Got My Love to Keep Me Warm」                    | Irving Berlin                                                                                           | Irving Berlin                                                                                   | 2:28  |
| A2.                   | 「Winter Wonderland」                                   | Richard B. Smith                                                                                        | Felix Bernard                                                                                   | 2:37  |
| A3.                   | 「Jingle Bells with John and Yoko」(歌：ジョンとヨーコ) | James Lord Pierpont                                                                                     | James Lord Pierpont                                                                             | 2:36  |
| B1.                   | 「Blue Christmas」                                      | Billy Hayes Jay W. Johnson                                                                              | Billy Hayes Jay W. Johnson                                                                      | 2:10  |
| B2.                   | 「Have Yourself A Merry Little Christmas」              | Ralph Blane                                                                                             | Hugh Martin                                                                                     | 2:26  |
| B3.                   | 「The Little Drummer Boy/Peace On Earth」               | Katherine Kennicott Davis Ian Fraser Lawrence A. Grossman Alan Buz Kohan Henry V. Onorati Harry Simeone | Katherine Kennicott Davis Ian Fraser Lawrence A. Grossman Alan Buz Kohan Henry V. Harry Simeone | 2:29  |
| 合計時間:             | 合計時間:                                               | 合計時間:                                                                                               | 合計時間:                                                                                       | 14:46 |

### ダウンロード盤
| #         | タイトル                                                | 作詞                | 作曲                | 編曲        | 時間  |
| --------- | ------------------------------------------------------- | ------------------- | ------------------- | ----------- | ----- |
| 1.        | 「I've Got My Love to Keep Me Warm」                    |                     |                     |             | 2:28  |
| 2.        | 「Winter Wonderland」                                   |                     |                     |             | 2:37  |
| 3.        | 「Jingle Bells with John and Yoko」(歌：ジョンとヨーコ) |                     |                     |             | 2:36  |
| 4.        | 「Blue Christmas」                                      |                     |                     |             | 2:10  |
| 5.        | 「Have Yourself A Merry Little Christmas」              |                     |                     |             | 2:26  |
| 6.        | 「The Little Drummer Boy/Peace On Earth」               |                     |                     |             | 2:29  |
| 7.        | 「Jin Jin Jingle Bells」(歌：ジョンとヨーコ)            | James Lord Pierpont | James Lord Pierpont | Randy Woltz | 2:41  |
| 合計時間: | 合計時間:                                               | 合計時間:           | 合計時間:           | 合計時間:   | 17:27 |

## レコーディングメンバー
| 楽器           | ミュージシャン                         |
| -------------- | -------------------------------------- |
| ボーカル       | 高橋洋子、ジョン・レイノルズ（#3、#7） |
| ギター         | ジョン・レイノルズ                     |
| バンジョー     | ジョン・レイノルズ                     |
| 口笛           | ジョン・レイノルズ                     |
| ピアノ         | ランディ・ウォルツ                     |
| パーカッション | ランディ・ウォルツ                     |
| バイオリン     | ベネディクト・ブライダン               |
| ウッドブロック | マーカス・ハウエル                     |
| ドラムス       | ジョナサン・スタウト                   |
| トランペット   | ブライアン・ショウ                     |
| コーラス       | ジ・ヱンゼル・シスターズ               |

## スタッフクレジット
| Executive Producer   | 山崎和美（モガレコード）、高橋洋子                        |
| Producer             | Robert Loveless and Benedikt Brydern                      |
| Mixing and Mastering | Benedikt Brydern                                          |
| Engineer             | Rich Wenzel and Isaac Shapiro at Ardent Audio Productions |
| Cover Cartoon        | まつむらあさみ                                            |
| Label and Moga Logo  | 伊藤あしゅら紅丸                                          |